# Частота дискретизації
Частота́ дискретиза́ції (англ. sample rate) — визначає кількість вимірів за секунду (або за іншу одиницю часу) при перетворенні неперервного сигналу на дискретний (тобто його дискретизації). Зазвичай, частоту дискретизації вимірюють у герцах (Гц). Поняття частоти дискретизації можна застосувати лише в тому випадку, коли квантування здійснюється зі сталою періодичністю.
Вибір частоти дискретизації в загальному випадку визначається теоремою Котельникова (теоремою відліків, згідно з якою якщо неперервний сигнал x(t) має спектр, обмежений частотою Fmax, то його можна однозначно і без втрат відновити за його дискретними відліками, узятими з частотою fдискр = 2Fmax, або, по-іншому, за відліками, узятими з періодом Tдискр = {\displaystyle {\frac {1}{2\cdot F_{max}}}}.

## Аудіо
При оцифруванні звукового сигналу під функцією {\displaystyle S(t)} слід розуміти неперервний аналоговий звуковий сигнал, а під частотою fmax — найвищу частоту необхідного звукового діапазону. Якщо необхідно точно відобразити аналоговий сигнал в діапазоні до fmax, то відліки повинні слідувати з періодом принаймні вдвічі меншим, ніж період частоти fmax. Іншими словами, частоту дискретизації слід вибирати так, щоб вона була щонайменше вдвічі вищою за максимальну частоту звукового діапазону.
При цьому мінімально можлива частота дискретизації Fд = 2fmax називається частотою Найквіста FH = 2fmax. На практиці частота дискретизації Fд = (2,1…2,4)fmax.
Найчастіше необхідна смуга звукових частот обмежується діапазоном 20…22 кГц, а частота дискретизації при цьому вибирається рівною 44,1 або 48 кГц.
Це обумовлено тим, що між найвищою частотою звукового діапазону Fmax, і половиною частоти дискретизації Fд/2 повинен бути деякий інтервал, у який потрібно помістити зріз амплітудно-частотної характеристики (АЧХ) фільтру низьких частот (ФНЧ), розташованого на вході блоку аналого-цифрового перетворення. Це ФНЧ, який називається антиелайсинговим (antialiasing) фільтром, потрібний для того, щоб жодна складова спектру вище Fд/2 не потрапила на перетворювач.
Застосовувана частота дискретизації звукового сигналу:
- 8000 Гц — телефон, достатній для людського мовлення.
- 11 025 Гц
- 16 000 Гц — широкосмугове розширення частоти над стандартним телефонним вузькосмуговим діапазоном 8000 Гц. Використовується в більшості сучасних засобів VoIP- і VVoIP-зв'язку[1].
- 22 050 Гц — половина частоти дискретизації аудіо компакт-дисків; використовується для низькоякісного PCM- і MPEG-звуку, а також для аналізу низькочастотної енергії звуку. Підходить для оцифрування аудіоформатів початку XX століття, як-от 78-міліметрові платівки та AM-радіо[2].
- 32 000 Гц — miniDV, цифрове відео відеокамер, DAT (режим LP).
- 44 100 Гц — звукові компакт-диски, часто застосовується в MPEG-1 аудіо (VCD, SVCD, MP3).
- 47 250 Гц — перший світовий комерційний PCM-записувач звуку Nippon Columbia[en] (Denon).
- 48 000 Гц — стандартна частота дискретизації звуку, що використовується в професійному цифровому відеообладнанні, як-от магнітофони, відеосервери, відеомікшери тощо. Використовується в miniDV, цифровому телебаченні, DVD-дисках, DAT, фільмах.
- 50 000 Гц — перші комерційні цифрові записувачі звуку з кінця 1970-х від компаній 3M та Soundstream.
- 50 400 Гц — використовується в цифровому записувачі звуку Mitsubishi X-80.
- 64 000 Гц — маловживаний, але підтримується деяким обладнанням[3] та програмним забезпеченням[4].
- 96 000 або 192 000 Гц — DVD-Audio, деякі LPCM, DVD-треках, Blu-ray Disc-дисках та HD-DVD компанії Toshiba.
- 2,8224 МГц — SACD, 1-бітова сигма-дельта-модуляція, відома як Direct Stream Digital, розробляється компаніями Sony та Philips.